# Cuenca hidrográfica del Escudo

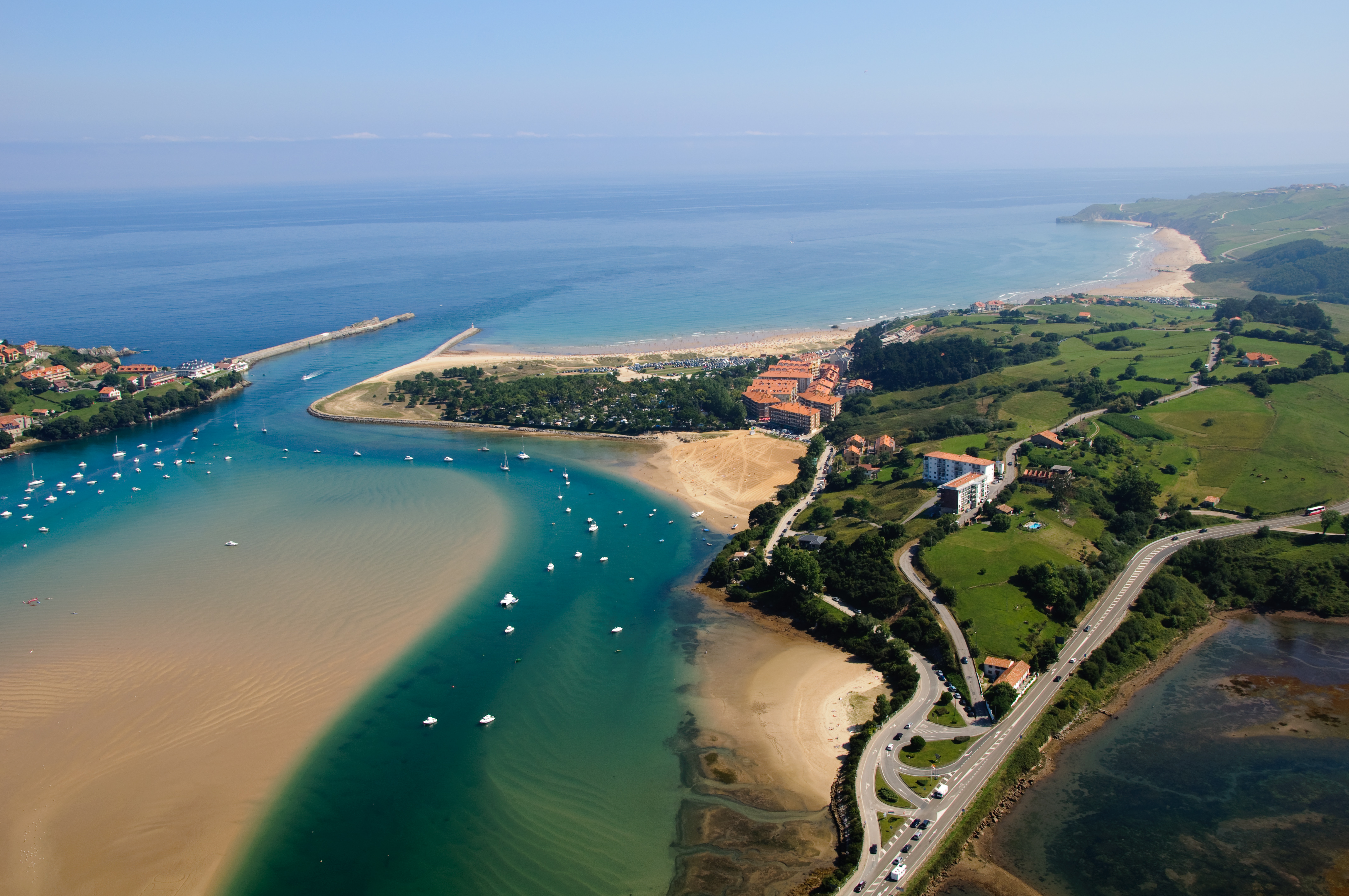
Estuario de San Vicente, desembocadura del río Escudo.

La cuenca hidrográfica del Escudo es el conjunto de superficies que vierten aguas al río Escudo, que nace en la Sierra del Escudo de Cabuérniga y vierte sus aguas al mar Cantábrico en la ría de San Vicente. Cuenta con un total de 71,93 km², íntegramente dentro de la comunidad autónoma de Cantabria (España), un perímetro de 45,68 km y una pendiente media del 27,34%. El río Escudo nace a 690 m s. n. m. y desemboca a unos 19,5 msmn, medidos en la marisma de Rubín. La cuenca se reparte entre los municipios de Cabezón de la Sal, Valdáliga y San Vicente de la Barquera.
Los recursos líticos de la cuenca, ordenados de sur a norte, son fundamentalmente: areniscas estratificadas en capas de 1 m (ocupan el 19,74% de la superficie), arcillas y limonitas (19,62%) y margas noduladas y calizas arcillosas (17,61%), todo ello intercalado con capas menores de otros materiales, fundamentalmente calizas y aluviones.
La mayor parte de la superficie de la cuenca, el 43,7%, está cubierta por praderas. Le siguen el pre-bosque (17,3%), el brezal (15,5%) y el bosque (10,8%). Sólo un 0,9% es superficie urbana.

## Ríos principales
- Río Escudo
- Río Bustriguado
- Río Panes
- Río Labarces